# Danielangela Sorti
Danielangela Sorti, en religion sœur Anna Maria, née le 15 juin 1947 à Bergame en Italie, morte le 11 mai 1995 à Kikwit en République démocratique du Congo, est une religieuse et infirmière italienne.
« Martyre de la charité » en contractant la maladie Ebola auprès de ceux qu'elle soignait, elle est reconnue vénérable par le pape François en 2021.

## Biographie
Danielangela Sorti naît le 15 juin 1947 à Bergame en Italie ; elle est la plus jeune d'une famille de treize enfants,. Elle a huit ans quand son père meurt en 1955 ; sa mère meurt l'année suivante ; un de ses frères meurt d'un accident en 1958. Elle s'occupe de la gestion de la maison et commence tôt à travailler.
Fervente chrétienne, très active dans sa paroisse, elle ressent la vocation religieuse à dix-huit ans, en 1965. Elle est mineure, la famille n'accepte pas sa décision ; l'affaire est portée devant le tribunal, qui reconnaît sa maturité. Elle entre au couvent des Sœurs des pauvres de Bergame en mars 1966. Sœur Anna Maria y prononce ses vœux temporaires le 26 septembre 1968.
Elle termine à Milan ses études d'infirmière, et est diplômée infirmière chef en 1970.
Selon son désir d'être missionnaire, elle est envoyée en République démocratique du Congo en 1978. Après quelques années à Mosango (ceb), elle exerce comme infirmière à Kikimi près de Kinshasa de 1983 à 1991. Elle travaille ensuite à Tumikia à partir de 1991 et y propose son aide à Floralba Rondi pour lutter avec elle contre une épidémie en cours, sans savoir encore que c'est l'épidémie Ebola,.
Elle y attrape le virus et en meurt le 11 mai 1995 à Kikwit, quelques jours après que la communauté s'est rendu compte qu'il s'agit de la maladie à virus Ebola.

## Procédure en béatification
La procédure pour la béatification éventuelle de Danielangela Sorti (sœur Anna Maria) est ouverte en 2013 au niveau du diocèse de Kikwit et reçoit la même année l'avis du Saint-Siège indiquant que rien ne s'oppose à cette enquête. Une autre enquête diocésaine est ouverte dans le diocèse de Bergame. Les enquêtes diocésaines sont closes en 2014. Le dossier est transmis à Rome auprès de la Congrégation pour les causes des saints.
La Positio sur ses vertus est terminée en mai 2018 et examinée en juin 2020 par la commission théologique.
Le pape François approuve le 17 mars 2021 la reconnaissance de l'héroïcité de ses vertus et la reconnaît ainsi vénérable,,.